# Glucocorticoide tòpic
Els glucocorticoides tòpics (o corticoesteroides tòpics o corticoides tòpics) són les formes tòpiques de glucocorticoides. Els glucocorticoides tòpics són els medicaments tòpics més comunament prescrits per al tractament de l'erupció cutània, l'èczema i la dermatitis. Els glucocorticoides tòpics tenen propietats antiinflamatòries i es classifiquen en funció de les seves capacitats de vasoconstrictor de la pell. Hi ha nombrosos productes glucocorticoides tòpics, classificats segons la seva potència. Tots els preparats de cada classe (segons la potència) tenen les mateixes propietats antiinflamatòries, però essencialment difereixen en base i preu.
Es poden produir efectes secundaris a partir d'un ús de glucocorticoides tòpics a llarg termini (o glucocorticoides de potència alta o molt alta amb menys temps).

## Classificació segons la seva potència
A Espanya estan comercialitzats:

### Molt alta
- Clobetasol 0,05% (Clarelux, Clobex, Clovate, Decloban)
- Fluocinolona acetònid 0,2% (Synalar Forte)

### Alta
- Beclometasona dipropionat 0,025 % (Menaderm simple)
- Betametasona dipropionat 0,05% (Diproderm)
- Betametasona valerat 0,1% (Betnovate, Celecrem)
- Diflucortolona valerat 0,05% (Claral)
- Fluocinolona 0,05% (Novoter)
- Fluocinolona acetònid 0,025% (Synalar, Gelidina)
- Fluticasona propionat 0,05% (Fluticrem)
- Hidrocortisona aceponat 0,127% (Suniderma)
- Metilprednisolona aceponat 0,1% (Adventan, Lexxema)
- Mometasona furoat 0,1% ungüent (EFG, Elocom)
- Prednicarbat 0,25% ungüent (Batmen, Peitel)

### Mitja
- Hidrocortisona buteprat 0,1% (Nutrasona)
- Mometasona furoat 0,1% (Elocom)
- Prednicarbat 0,25 % crema (Batmen, Peitel)

### Baixa
- Hidrocortisona acetat (Dermosa hidrocortisona pda)

## Usos mèdics
L'ús dependrà, en bona part de la potència del glucocorticoide tòpic:
- Potència baixa: s'utilitzen per a les zones de pell prima i sensibles, especialment les zones sota oclusió, com ara l'aixella, l'engonal, el plec de les natges i els plecs del pit, la cara, les parpelles, la zona del bolquer, la pell perianal i l'intertrigen de l'engonal o els plecs corporals.
- Potència moderada: s'utilitzen per a la dermatitis atòpica, èczema nummular, èczema xeròtic, liquen esclerosi i atròfic de la vulva, pruïja després del tractament per la sarna i dermatitis greu.
- Potència alta o molt alta: per a la psoriasi, liquen pla, lupus discoide, clivelles a talons i plantes dels peus, liquen simple crònic, exposició severa a heura verinosa, alopècia areata, èczema nummular i dermatitis atòpica severa en adults.

Per prevenir la taquifilàxia, sovint es prescriu un esteroide tòpic per utilitzar-lo en una rutina setmanal i setmanal. Alguns recomanen utilitzar l'esteroide tòpic durant 3 dies consecutius seguits de 4 dies consecutius de descans. L'ús a llarg termini d'esteroides tòpics pot provocar una infecció secundària amb fongs o bacteris (vegeu tinya incògnita), atròfia de la pell, telangièctasis (vasos sanguinis prominents), contusions i fragilitat de la pell.